# Талапти (Отирарський район)
Талапти́ (каз. Талапты) — село у складі Отирарського району Туркестанської області Казахстану. Входить до складу Когамського сільського округу.
Населення — 1210 осіб (2021; 1213 у 2009, 1085 у 1999, 888 у 1989).